# Regína
Regína är en isländsk familjefilm-musikal från 2001 regisserad av María Sigurðardóttir efter ett manus av Margrét Örnólfsdóttir och Sjón. Filmen är en samproduktion mellan Island, Kanada, Norge och Tyskland.

## Handling
Regína är en helt vanlig 10-årig tjej i Reykjavík, men en dag upptäcker hon att hon kan få alla möjliga saker att hända om hon sjunger om dem. Regína och hennes vän Pétur slår sig samman och lanserar en plan som rör deras och deras föräldrars framtid. När den skrupelfria perukförsäljaren Ívar oväntat dyker upp och försvårar barnens planer ökar spänningen. Snart har barnen blivit huvudkaraktärerna i ett spännande men också läskigt brottsfall....

## Rollista
- Sigurbjörg Alma Ingólfsdóttir – Regína
- Benedikt Clausen – Pétur
- Baltasar Kormákur – Ívar
- Halldóra Geirharðsdóttir – Margrét
- Björn Ingi Hilmarsson – Atli
- Sólveig Arnarsdóttir – Katrín
- Rúrik Haraldsson – Óliver
- Magnús Ólafsson – Nonni
- Stefán Karl Stafánsson – Manni[7]